# Горлач, Алексей
Алексей Горлач (укр. Олексій Горлач, нем. Alexej Gorlatch; род. 23 мая 1988 года, Киев) — германо-украинский пианист.

## Биография
С трёхлетнего возраста живёт в Германии. Начал заниматься музыкой в Пассау у Е. Г. Георгиева, затем учился в Берлине у Мартина Хьюза, в 2002—2007 годах — в Ганноверской Высшей школе музыки под руководством Карла-Хайнца Кеммерлинга.
Лауреат ряда международных конкурсов. В частности, в 2006 году выиграл Международный конкурс пианистов в Хамамацу, в 2007 году был удостоен приза зрительских симпатий на Бетховенском конкурсе в Бонне, в ходе которого председатель жюри Павел Гилилов оценил как грандиозное исполнение Горлачем Сонаты № 31 Бетховена. В 2009 г. получил вторую премию на Международном конкурсе пианистов в Лидсе.
В 2007 году дебютировал в Нью-Йорке, получив от газеты «Нью-Йорк Таймс» рецензию, озаглавленную «Зрелость не по годам».
Гастролирует в США, Японии, Австрии; участвует в фестивалях (Рурский фортепианный фестиваль, Международный фестиваль Шопена в Душники-Здруй, фестиваль Harrogate в Великобритании, Уэксфордский оперный фестиваль, Люцернский фестиваль, «Музыкальный Олимп» в Санкт-Петербурге).
Выступает с известными оркестрами, в частности, с симфоническим NHK, Токийским симфоническим, симфоническим оркестром Ёмиури, филармоническим оркестром Нагойи, оркестром Халле, Венским камерным, Йоханнесбургским филармоническим оркестрами.

## Участие в конкурсах
- 4-я премия Международного конкурса памяти Владимира Горовица (Киев, 2003)[8]
- премия конкурса Мюнхенского концертного общества (2006)
- 3-я премия конкурса Киссингенский фортепианный олимп (2006)
- 1-я премия Международного конкурса пианистов в Хамамацу (2006)
- премия Германского музыкального конкурса (2008)[2]
- 1-я премия Международного фортепианного конкурса (Дублин, 2009)[5][2]
- 2-я премия Международного конкурса пианистов в Лидсе (2009)[5][2]
- 1-я премия Конкурса имени Рубинштейна (Дрезден, 2009)[9]
- 1-я премия Международного музыкального конкурса немецкого радио и телевидения ARD (2011)[1][2]

## Награды и признание
- Премия земли Северный Рейн-Вестфалия для молодых художников (2009)